# Джеймі Макі
Джеймі Макі (англ. Jamie Mackie, нар. 22 вересня 1985, Доркінг) — шотландський футболіст, фланговий півзахисник клубу «Квінз Парк Рейнджерс» та національної збірної Шотландії.

## Клубна кар'єра
Народився 22 вересня 1985 року в місті Доринг. Вихованець футбольної школи клубу «Вімблдон». Дорослу футбольну кар'єру розпочав 2003 року в основній команді того ж клубу, в якій провів один сезон, взявши участь у 13 матчах чемпіонату.
Протягом 2004–2005 років захищав кольори команди клубу «Мілтон-Кінс Донс».
Своєю грою за останню команду привернув увагу представників тренерського штабу клубу «Ексетер Сіті», до складу якого приєднався 2005 року. Відіграв за команду з Ексетера наступні три сезони своєї ігрової кар'єри. Більшість часу, проведеного у складі «Ексетер Сіті», був основним гравцем команди.
Згодом з 2008 по 2010 рік грав у складі команд клубів «Саттон Юнайтед» та «Плімут».
До складу клубу «Квінз Парк Рейнджерс» приєднався 2010 року. Наразі встиг відіграти за лондонську команду 82 матчі в національному чемпіонаті.

## Виступи за збірну
2010 року дебютував в офіційних матчах у складі національної збірної Шотландії. Наразі провів у формі головної команди країни 9 матчів, забивши 2 голи.